# Oleksandr Kukurba
Oleksandr Vasyl'ovyč Kukurba (in ucraino  Олександр Васильович Кукурба?; Verchnij Verbiž, 18 settembre 1994 – Andronivka, 26 luglio 2022) è stato un aviatore e militare ucraino e pluridecorato pilota di Su-25 durante il conflitto con la Russia.
Maggiore dell'Aeronautica militare delle ZSU con al suo attivo 100 sortite effettuate durante l'invasione dell'Ucraina, fu insignito delle massime onorificenze del suo Paese.

## Biografia
Durante la guerra per respingere l'invasione russa dell'Ucraina, Kukurba compì 100 missioni di combattimento, distinguendosi nella distruzione di circa 20 carri armati, 50 tra veicoli corazzati e mezzi vari e circa 300 membri delle forze russe. Per tali azioni il presidente Volodymyr Zelens'kyj lo insignì del titolo di Eroe dell'Ucraina e del titolo di cavaliere dell'Ordine della Stella d'Oro consegnandogli personalmente le decorazioni.
Colpito sul cielo di Andronivka (distretto di Mežova, regione di Dnipropetrovs'k) il 26 luglio 2022, durante l'esecuzione di una missione di combattimento, tentò di eiettarsi ma rimase ucciso a causa della mancata apertura del paracadute per la quota troppo bassa.